# Niederlauer
Niederlauer – miejscowość i gmina w Niemczech, w kraju związkowym Bawaria, w rejencji Dolna Frankonia, w regionie Main-Rhön, w powiecie Rhön-Grabfeld, wchodzi w skład wspólnoty administracyjnej Bad Neustadt an der Saale. Leży około 5 km na południowy zachód od Bad Neustadt an der Saale, nad ujściem rzeki Lauer do Soławy Frankońskiej, przy drodze B19.

## Demografia
| Rok  | Liczba mieszk. |
| ---- | -------------- |
| 1970 | 1.086          |
| 1987 | 1.333          |
| 2000 | 1.863          |
| 2005 | 1.803          |

## Zabytki i atrakcje
- Kościół pw. św. Katarzyny (St. Katharina)
- cmentarz

## Oświata
(na 1999)

W gminie znajduje się 100 miejsc przedszkolnych (z 78 dziećmi).